# Sequoyah
Sequoyah (ᏍᏏᏉᏯ) (1767 – 1843) var en af de oprindelige amerikanere fra stammen Cherokee (folk), som taler et sprog af den irokesiske sprogstamme. Han opfandt et skriftsprog, som bruges af cherokeserfolket endnu i dag.
Sequoyah blev født på et tidspunkt mellem 1760 og 1776 nær ved det nuværende Cherokee village tæt på Fort Loudoun i Tennessee. Hans mor, Wu-teh, der var søster til høvdingene Doublehead og Old Tassel, var medlem af den malede klan, mens hans far, Nathanial Gist (også stavet Guess eller Guest), var engelsk pelshandler. Sequoyah blev opdraget efter cherokeserfolkets traditionelle mønstre og blev fanger og pelshandler. 
Faren gav ham navnet George Gist, men på grund af et problem med førligheden fik han navnet Sequoyah eller Sikwâ'yǐ. Man formoder, at det stammer fra cheroke ᏏᏆ eller siqua, der betyder "svin". Da han var uhelbredelig vanfør, udviklede han evner som smed og fremstillede jerngenstande og sølvsmykker. På den måde blev hans handicap årsagen til både latterliggørelse og et godt liv. 
Sequoyah giftede sig med en cherokeserkvinde, som han fik børn med. De flyttede til Cherokee County i det nuværende Georgia. Senere deltog han og andre cherokesere på general Andrew Jacksons side i krigen mod England i 1812. 
Sequoyah lærte aldrig at læse eller skrive engelsk, men mens han boede i Georgia blev han grebet af europæernes muligheder for at kommunikere ved hjælp af tegn på papir, så de kunne læse fra de "talende blade". Han indledte et arbejde med at udvikle et skriftsystem for cherokee i 1809. Under krigen blev han yderligere overbevist om, at han var på rette vej, for i modsætning til andre soldater kunne han ikke skrive hjem og heller ikke læse de militære befalinger.
Efter krigen begyndte Sequoyah for alvor at skabe symboler, der kunne danne ord, og han brugte dem, når han legede med sin datter, Ayoka. I sin iver for at skabe et skriftsprog blev han isoleret og måtte kæmpe med latterliggørelse fra venner og familiemedlemmer, som mente, at han var blevet vanvittig eller var i gang med at øve trolddom. 
Sequoyah flyttede vestpå til Arkansas, hvor han fortsatte arbejdet. Efter at have forsøgt at skabe tegn for hvert eneste ord, bestemte Sequoyah sig for at dele ordene i stavelser og at lave et tegn for hver stavelse. På baggrund af det latinske alfabet og muligvis også det kyrilliske dannede han 86 tegn som repræsenterede alle stavelser, og omsider efter tolv års slid, latterliggørelse og hån havde han omsat det komplekse cherokeesprog til et skriftsprog. I 1821 vedtog cherokeserfolket at bruge hans alfabet efter en demonstration, der forbavsede stammelederne. Nogle få år senere havde tusinder af cherokesere lært sig at læse og skrive på deres eget sprog, og på et vist tidspunkt var der procentvis flere cherokesere end folk af europæisk afstamning, der kunne læse og skrive.
I 1824 hædrede Cherokesernes nationalråd i hovedstaden, New Echota, ham med en sølvmedalje, som han bar med stolthed resten af sit liv. Senere gav de ham også en årlig ydelse på $300, som hans enke fortsat modtog også efter hans død.
I 1825 var både Bibelen og talrige religiøse sange og småskrifter, bøger, uddannelsesmaterialer og lovtekster af enhver art oversat til cherokee, og i 1827 afsatte Cherokesernes nationalråd midler til at udgive den første avis for oprindelige folk i USA.
I 1828 rejste Sequoyah til Washington D.C. som del af en delegation for at udarbejde en pagt om land i Oklahoma.
Hans rejse bragte ham i kontakt med repræsentanter for andre stammer af oprindelige amerikanere fra andre dele af nationen. Med baggrund i disse møder besluttede han at udvide alfabetet til brug for et universielt skriftsprog for alle oprindelige amerikanske stammer. Som research for dette projekt forsøgte han at opsøge andre stammer på rejser til områder, der i dag ligger i Arizona og New Mexico. Han drømte om at se den splintrede Cherokeser-nation samlet igen, og det var på en sådan rejse til Mexico, hvor han søgte Cherokeserstammer, der var deporteret dertil, at han døde i 1843.
Sequoyahs navn er knyttet til de botaniske navne på nogle af verdens mest imponerende træarter: Vandgran (Metasequoia), Rødtræ (Sequoia) og Mammuttræ (Sequoiadendron).